# Schloss Bredebeck

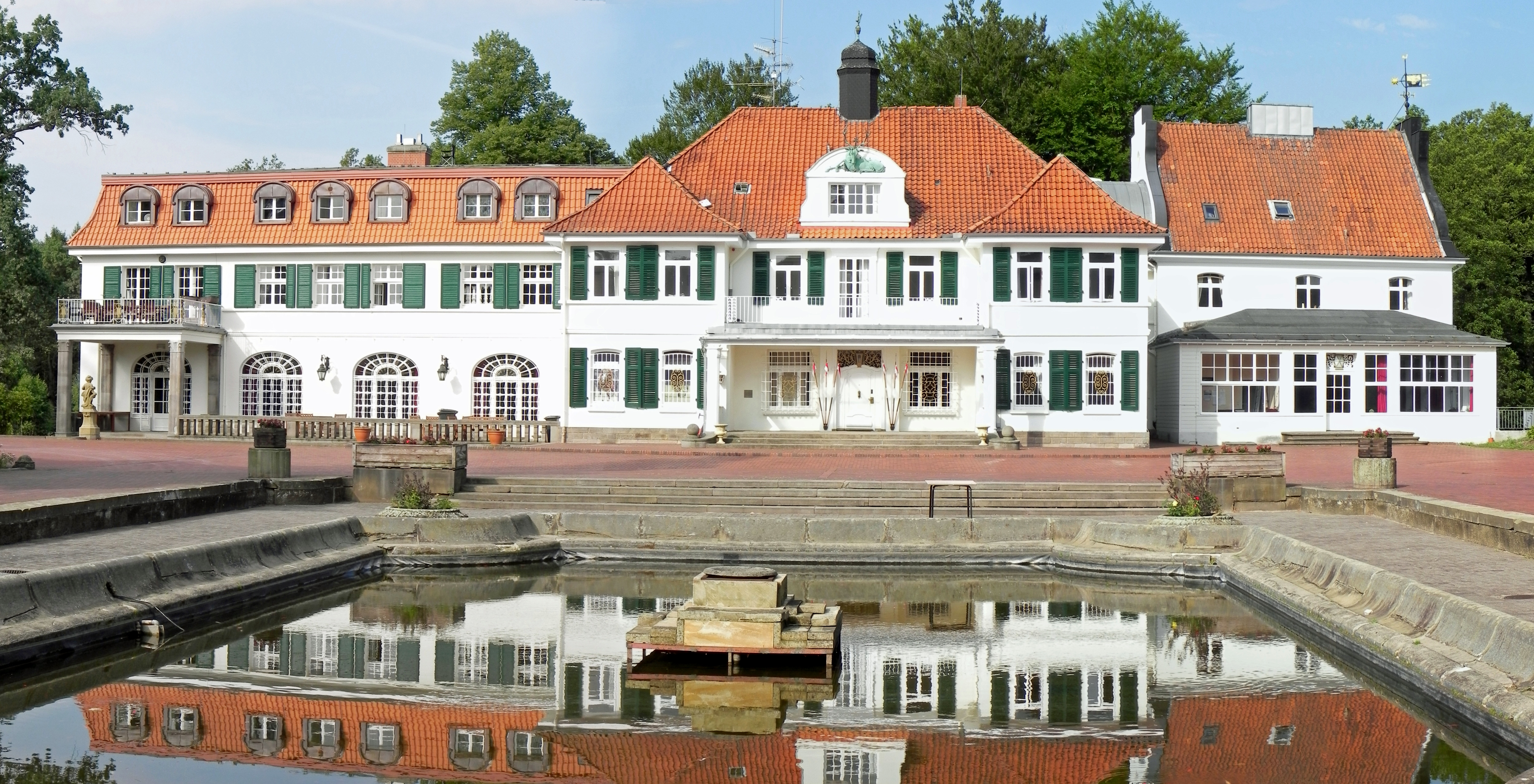
Schloss Bredebeck, Ansicht von Osten

Das Schloss Bredebeck wurde 1901/1902 von dem Landwirt Hellberg erbaut. Es ist gemäß seiner Größe und Funktion eigentlich ein Herrenhaus. Das Gebäude steht in Niedersachsen zwischen den ehemaligen Orten Hörsten und Hohne, die im Zuge der Errichtung des Truppenübungsplatzes Bergen verschwanden. Das Schlossgelände wurde 1936 ebenfalls in den  Bereich des Truppenübungsplatzes einbezogen und ist für die Öffentlichkeit nicht zugänglich.

## Geschichte

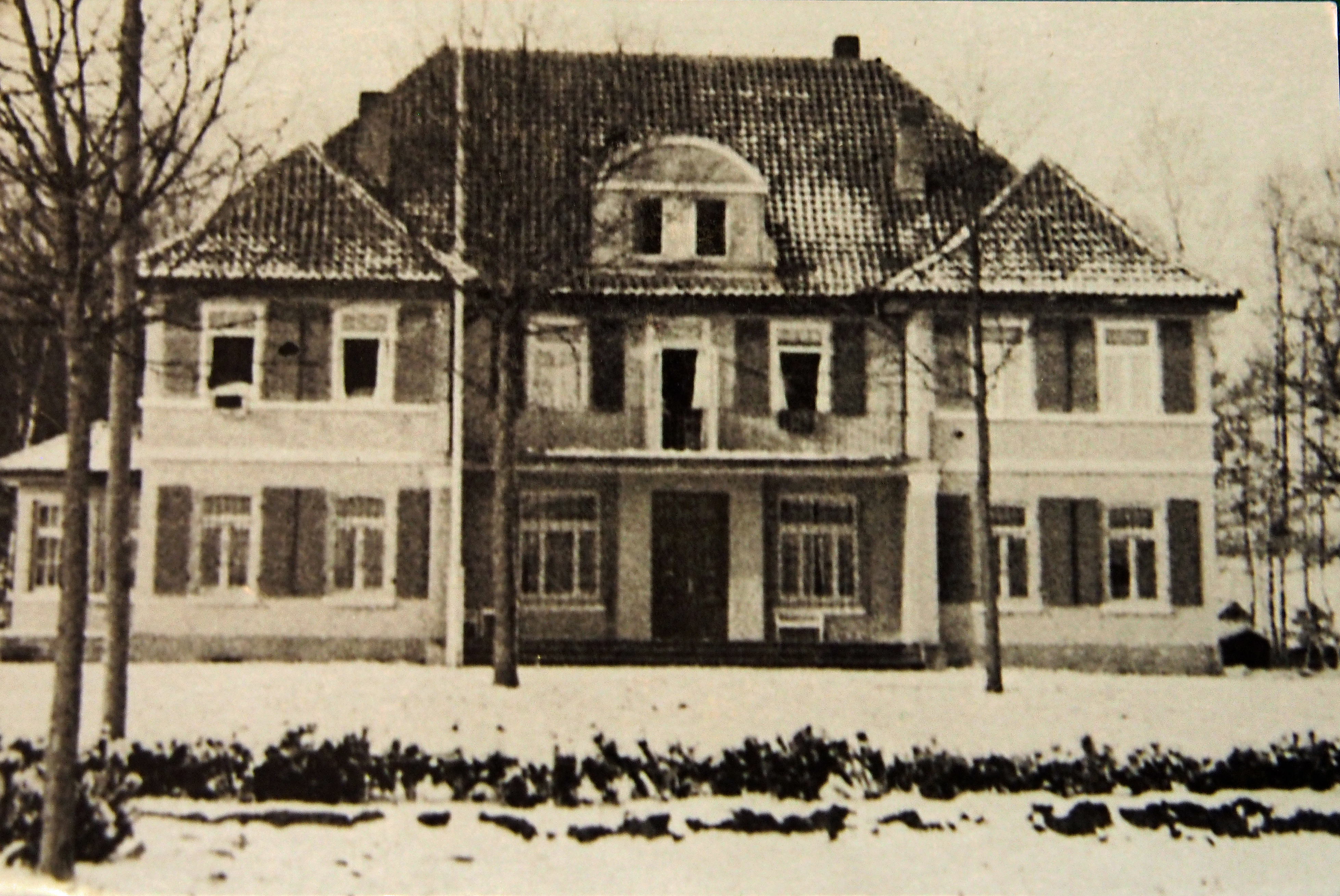
Das Haus um 1922, vor dem Anbau der Seitenflügel

In alten Urkunden von 1476 und 1511 wird der Ort tom Bredtbeck und 1589 Bretbeck genannt. In der Nähe des damaligen Hofes führte der Liethbach, ein Nebenfluss der Meiße, zu einem großen Forst mit Namen Breede. So erklärt sich der Name Bredebeck. In der Urkunde von 1476 wird erwähnt, dass die Gebrüder Ernst, Gebhard und Kurt von Bothmer den Hof tom Bredbeck an Heinrich, Otto und Lambert von Dageförde verkauften. Zwischen 1563 und 1700 waren Bauern mit den Namen Bredbeck, Bredebeck, Bretbeck auf dem Hof ansässig.
Der Landwirt Gustav Hellberg ließ auf dem Gutsgelände 1901/1902 das heutige Herrenhaus errichten, doch schon am 23. November 1909 wurden der Hof und das Schlossgebäude für 160.000 Reichsmark an den Major a. D. von Rosen veräußert. Der verkaufte es 1922 an den Rechtsanwalt Adolf Kühling weiter. Das Gebäude bestand bis dahin nur aus dem noch heute erhaltenen Mittelteil, den Kühling an beiden Seiten durch Anbauten erweitern ließ. 1932 ging der Besitz auf Ernst Kühling über. 1936 wurde das Schloss in das Gelände des Truppenübungsplatzes Bergen einbezogen. Seit 1945 diente es als Offizierskasino des zu dem jeweiligen Zeitpunkt ansässigen britischen Regiments. Zuletzt waren dieses das Panzeraufklärungsregiment 9th/12th Royal Lancers (Prince of Wales’s). Gelegentlich wurde es auch als Gästehaus genutzt. Als solches diente es schon der britischen Königsfamilie als Unterkunft, als deren Mitglieder der britischen Armee in Deutschland einen Truppenbesuch abstatteten. Das Schloss wurde im Mai 2015, anlässlich des Abzugs der britischen Armee, dem deutschen Staat zurückgegeben. Die Nachnutzung, die der Bundesanstalt für Immobilienaufgaben obliegt, ist seitdem unklar.

## Beschreibung

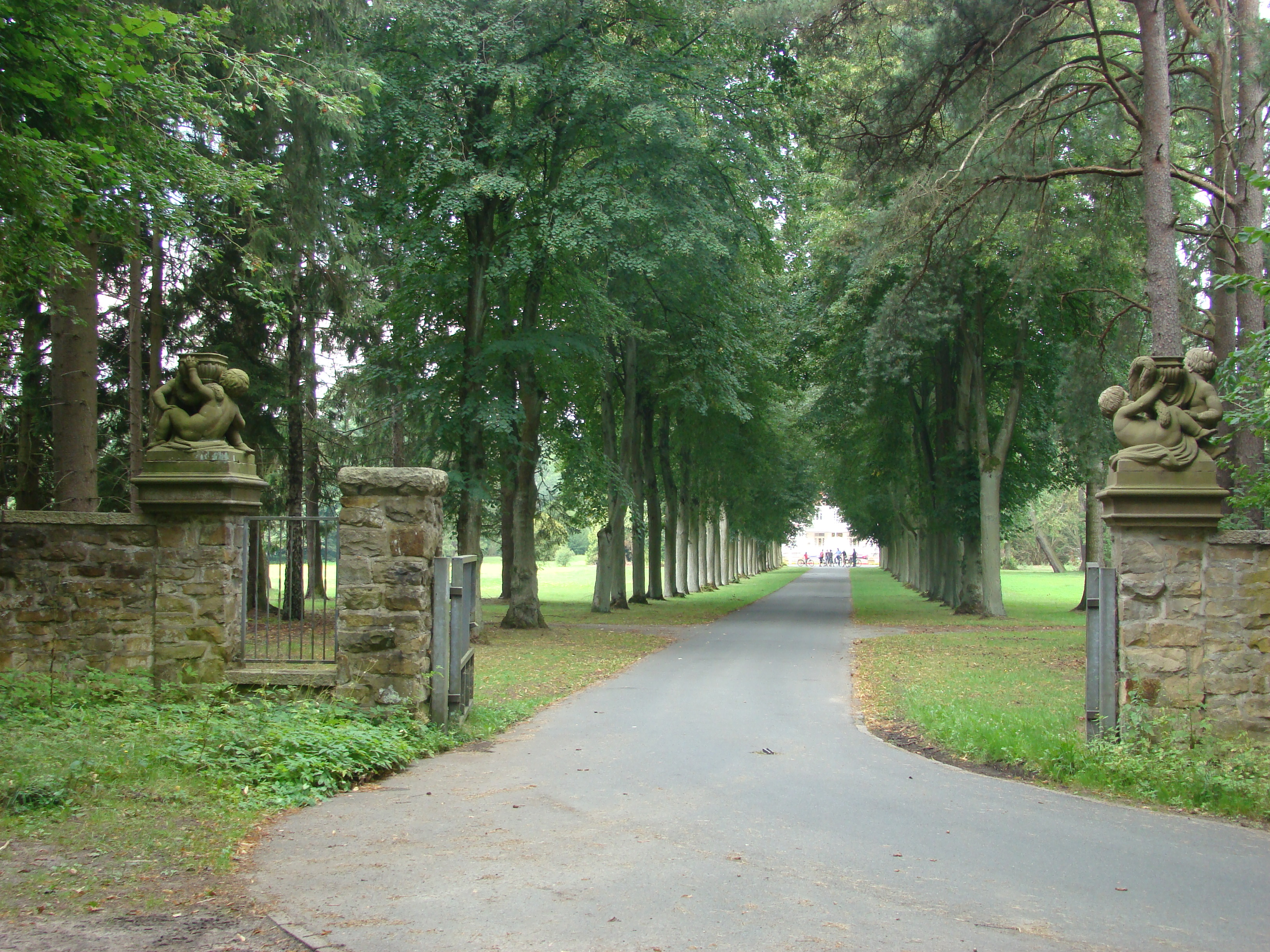
Einfahrt mit Lindenallee

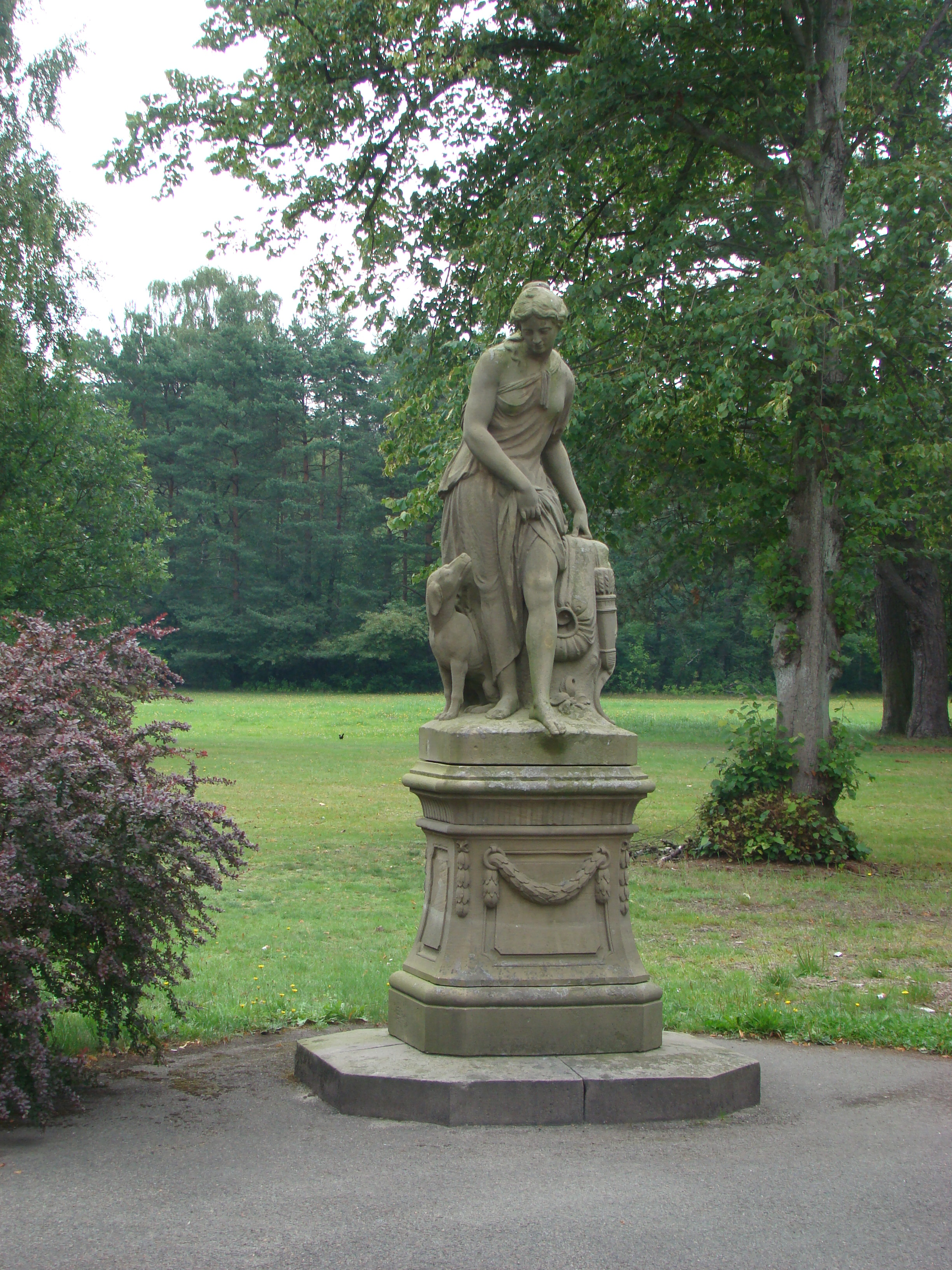
Jagdgöttin Diana mit Hund an der Schlosszufahrt

Das in barockisierenden Formen gehaltene Herrenhaus ist über eine lange Lindenallee erreichbar, die bei einer im Wald gelegenen Toreinfahrt beginnt. Die geradlinige Zufahrt in der Mittelachse des Gebäudes endet in einem östlich des Herrenhauses liegenden Vorplatz und ist um ein langrechteckiges Wasserbassin mit Fontäne herumgeführt. An den Schmalseiten des Beckens führen vier Stufen zu diesem hinunter. Die östliche Treppe ist an beiden Seiten von Wangen aus Sandstein gefasst, die jeweils mit einem lebensgroßen Wildschweinkopf und einem Relief in Form eines Jagdhorns und einer Saufeder verziert sind. An der Zufahrt finden sich zwei Plastiken auf Postamenten, die eine in Form einer Frauengestalt mit der Garbe im Arm, die andere die Göttin Diana mit Bogen, Köcher und Jagdhund darstellend. An der Ostseite des Vorplatzes finden sich zwei niedrige, segmentbogige Mauernischen mit Sitzbänken, die von Puttengruppen flankiert werden.
Das Hauptgebäude ist ein zweigeschossiger Putzbau mit weißem Anstrich und ziegelgedecktem Dach. Er besteht aus einem älteren Mittelteil mit sieben Achsen und zwei Seitenrisaliten, einem südlichen Flügelbau mit vorgebauter Steinbrüstung und Portikus sowie einem durch einen kurzen Zwischentrakt anschließenden Nordflügel, der einen geschweiften Giebel und eine aufwändig gestaltete Wetterfahne besitzt.
Der Mittelteil des Hauptgebäudes beherbergt ein barock gestaltetes Vestibül, dessen Wand durch Stuckelemente gegliedert ist. Auch seine Decke besitzt Stuckverzierung. Zur Gartenseite im Westen liegt der sogenannte Gartensaal im klassizistischen Stil. Der Raum besitzt eine Balkendecke mit Konsölchenfries sowie einen in Balkenhöhe rundherum laufenden Wandfries. Die Balkenlage wird von vollplastischen Säulen ionischer Ordnung getragen.
Im Erdgeschoss des Südflügels befindet sich der sogenannte Große Saal, der die gesamte Länge des Anbaus einnimmt. Seine Wände sind zum Teil mit dunkel gebeiztem Eichenholz in Form von kannelierten Pilastern mit Kompositkapitellen verkleidet. Die stuckierte Decke des Saals zeigt als Flachrelief die Darstellung eines Hirsches. Der Raum besitzt einen Parkettfußboden sowie an der Westwand einen Kamin aus gelb-bräunlichem Marmor mit der Jahreszahl 1926. Den übrigen Raum des Erdgeschosses nehmen zwei kleinere, zur Gartenseite liegende Zimmer ein. Dabei handelt es sich zum einen um eine Bibliothek mit eingebauten Stellagen und verglasten Wandschränken, die heute als Billardzimmer dient, und zum anderen um ein Spiegelkabinett in den Formen des Empire. Das Zimmer ist in den Farben Weiß und Gold gehalten.

Innenräume 2013
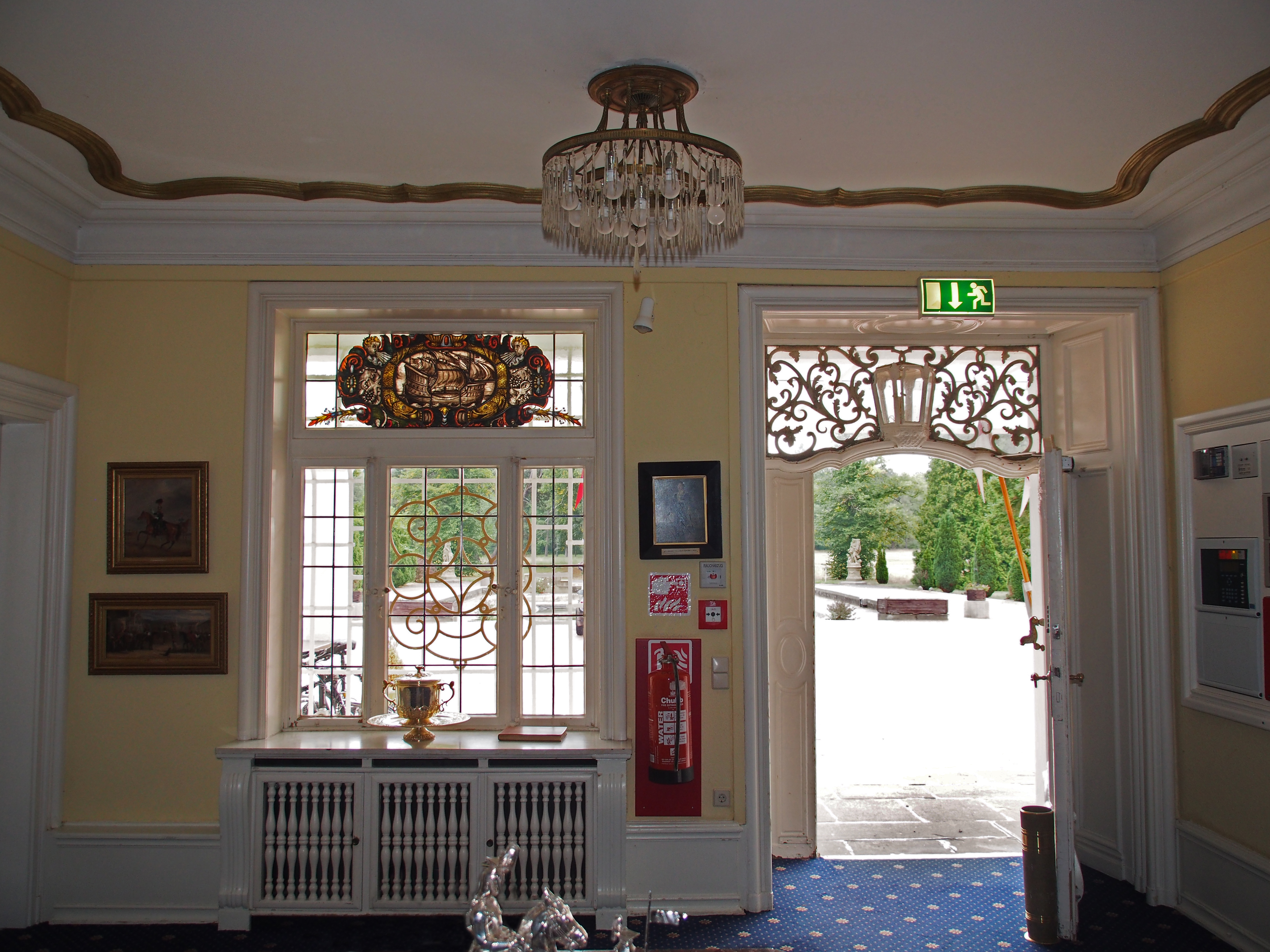
Vestibül
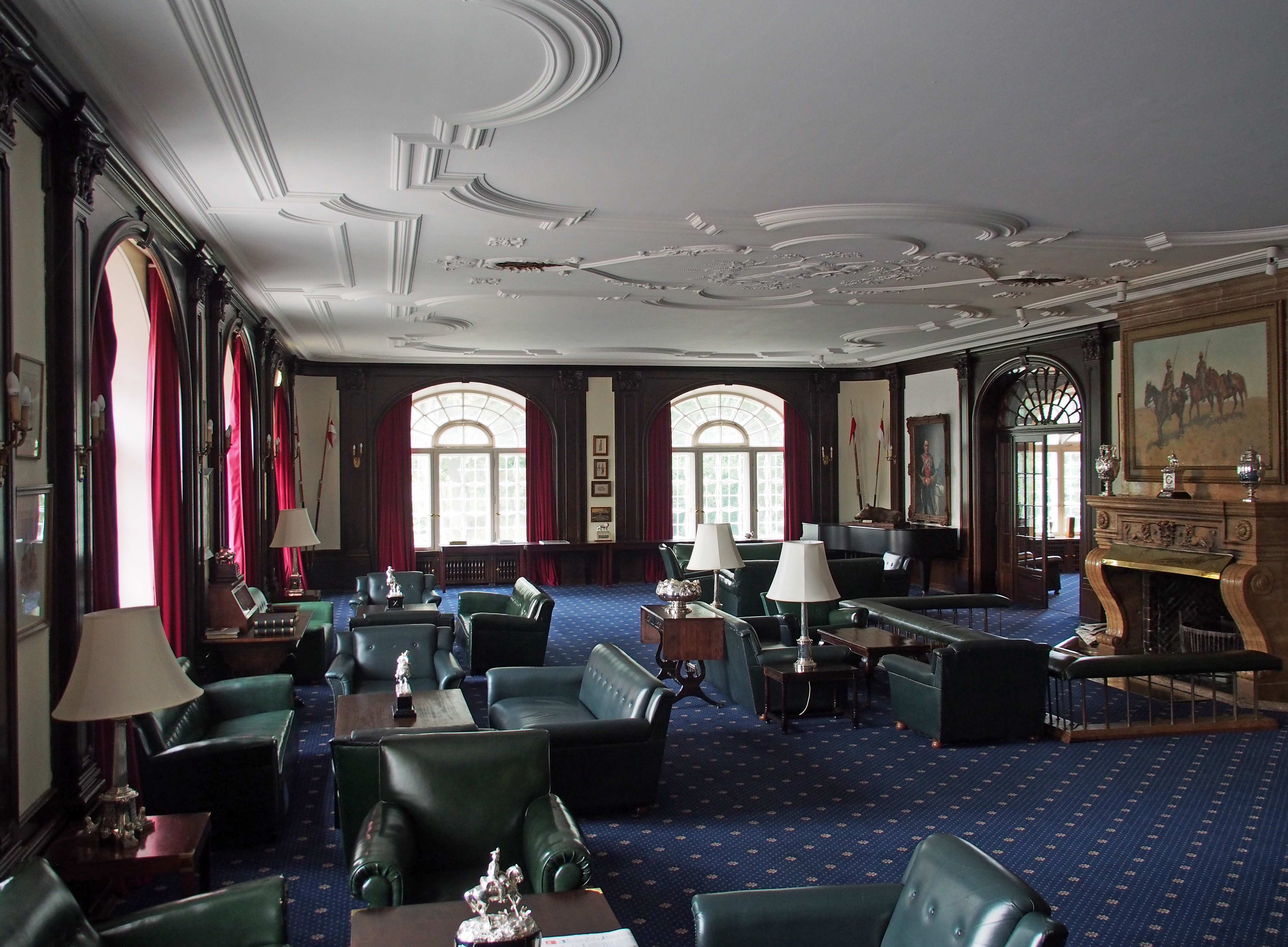
Großer Saal mit Stuckdecke und Marmorkamin
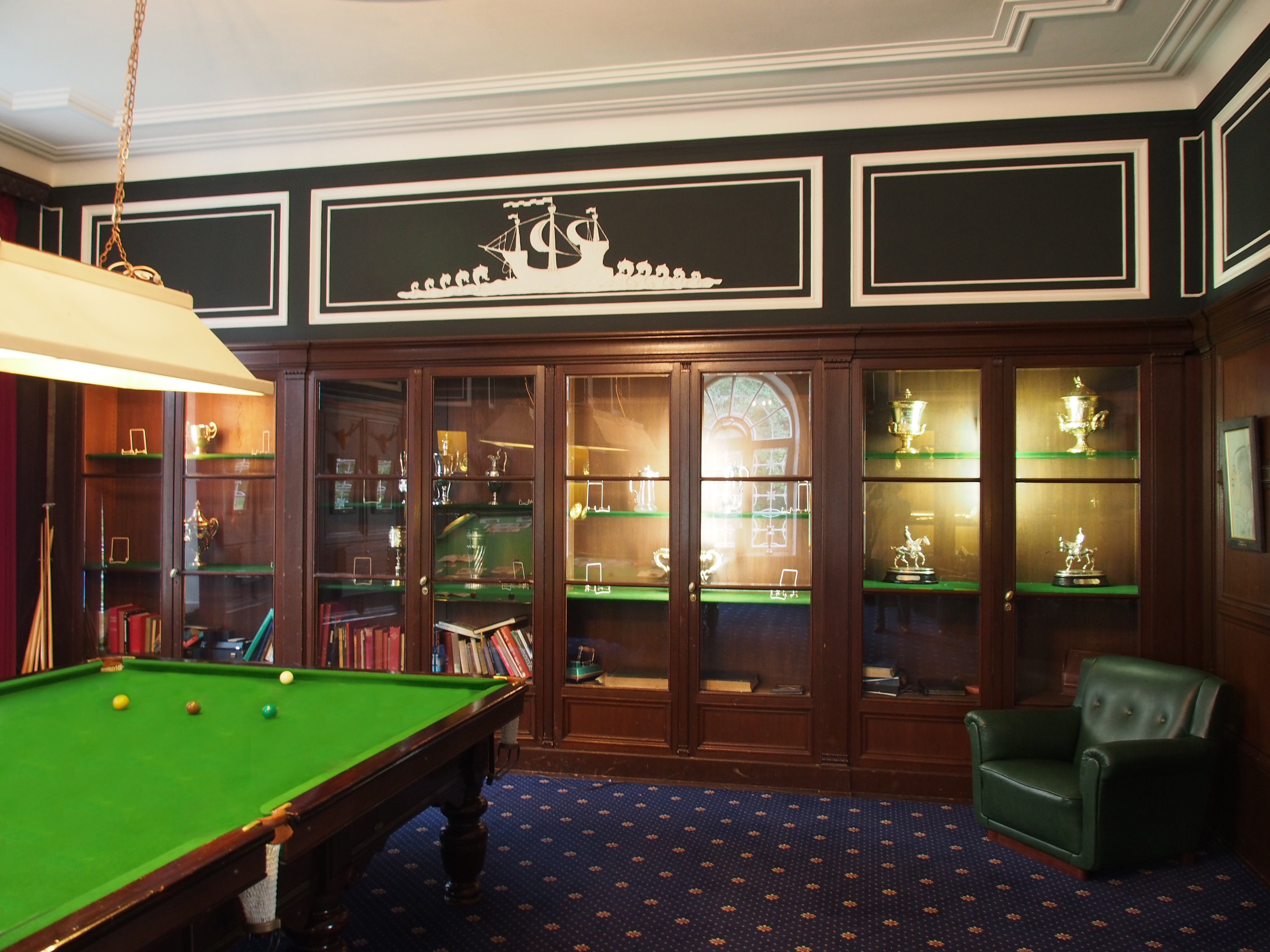
Bibliothek mit Billardtisch
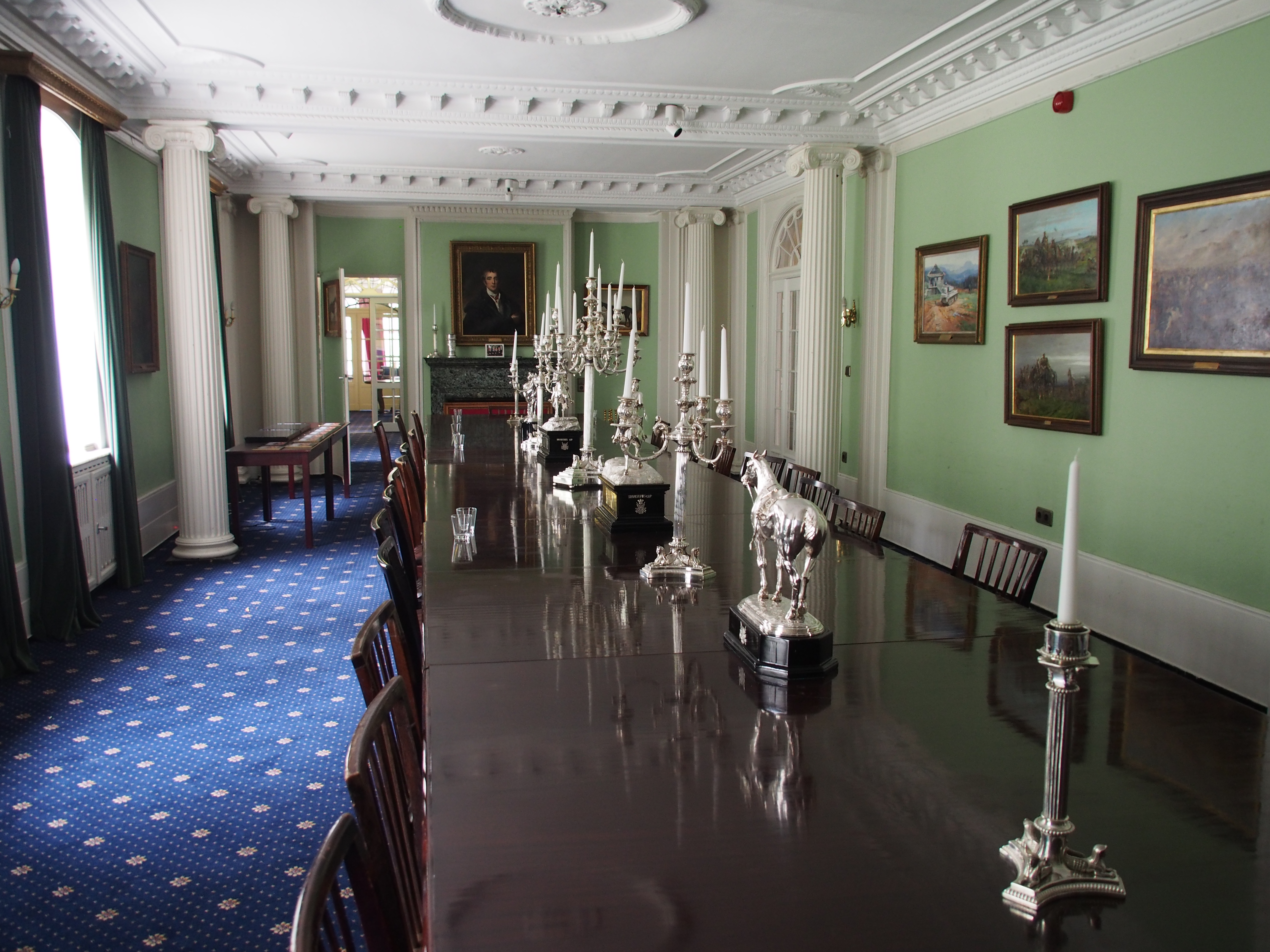
Speiseraum mit silbernen Kerzenständern und Figuren